# Okie from Muskogee
Okie from Muskogee, låt skriven av Roy Edward Burris och Merle Haggard från Haggards album med samma namn. Låten orsakade ganska mycket uppståndelse när den kom 1969 på grund av att den hyllade patriotismen och manade ungdomarna på collegeskolorna att inte bråka och att vifta med flaggan istället.
Det finns flera versioner av låten på svenska, bland annat dessa:
"Sosse från Bagarmossen" med Lorrygänget
"Vi röker inte hashish här i Tranås" med Janne ”Loffe” Carlsson
"En skåning ifrån Skåne" med Eva Rydberg
"Borta bra men hemma bäst" med bl. a. Vikingarna (kändast version)